# Dommel (strip)

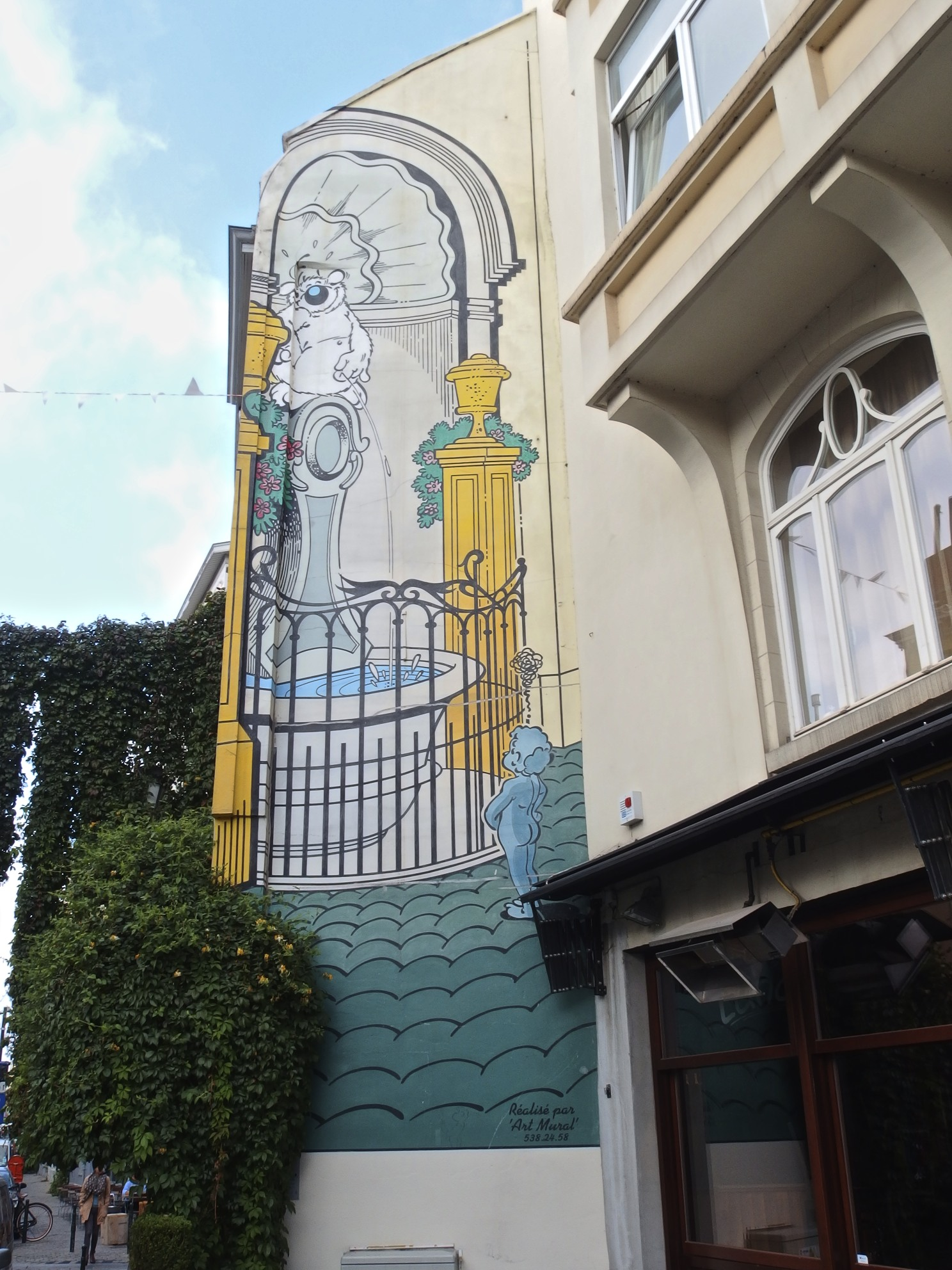
Stripmuur in Brussel.

Dommel (Frans: Cubitus, Engels: Wowser) is een Belgische stripreeks rond een dikke witte hond, genaamd Dommel. De strip werd in 1968 bedacht door de Belgische tekenaar Dupa. Het is ook de naam van de tekenfilmserie die gebaseerd is op de stripreeks. 
Oorspronkelijk verscheen de strip als gag in het stripweekblad Kuifje, maar het personage en de strip gingen al snel een heel eigen leven leiden.

## Stripreeks

### Vaste verhaallijnen en hoofdpersonages
Dommel is een pratende, luie en erg dikke hond die graag veel eet. Hij heeft dik, wit haar. Onduidelijk is tot welk hondenras Dommel behoort (volgens sommigen is hij een bobtail).
Zijn baasje is in de meeste verhalen Semafoor, een wat ouder mannetje. Semafoor is uitvinder van beroep. Dommels oorspronkelijke baasje was Paultje. Semafoor werd zelf pas geïntroduceerd in gag 51 in 1969. Sindsdien wordt Paultje niet meer gezien in de strip. Omdat er één gag is waarin Paultje Semafoor "oom" noemt, lijkt het erop dat Paultje Semafoors neef is. Dommel ziet niet altijd het nut in van Semafoors uitvindingen. Bovendien moet Dommel vaak tegen zijn zin de door Semafoor uitgevonden zaken uittesten. Semafoor heeft daarnaast nog een passie voor oude, roestige spullen, zoals zijn krakkemikkige motorfiets. Qua karakter lijkt Dommel vaak juist veel rationeler dan Semafoor.
In het huis naast Dommel en Semafoor woont Balthazar, een zwarte kater met wie Dommel soms goed overweg kan en soms juist flinke ruzie heeft.
Veel van de stripverhalen bestaan uit afzonderlijke gags van één pagina, maar er zijn er ook met een volledig scenario. De humor is vaak ironisch, doordat Dommel heel scrupuleus en snobistisch kan zijn, vooral wanneer het op eten aankomt. Soms draagt hij een bril of leest romans: zijn gedrag is dus nogal menselijk.

### Albums

#### HoofdreeksDommel
Alle onderstaande albums zijn geschreven en getekend door Dupa.
| Nummer | Titel                                  | Uitgever(s)                    |
| ------ | -------------------------------------- | ------------------------------ |
| 1      | Dommel uit het beste vat               | Uitgeverij Helmond, Le Lombard |
| 2      | Dommel en alle beroemde Dommels        | Uitgeverij Helmond, Le Lombard |
| 3      | Een kluif voor Dommel                  | Uitgeverij Helmond, Le Lombard |
| 4      | De corrida van de gehelmde nijlpaarden | Le Lombard                     |
| 5      | Dommel doet weer dol                   | Le Lombard                     |
| 6      | Gelukkig, hij, die als Dommel          | Le Lombard                     |
| 7      | Vertel me 'ns, Dommel                  | Le Lombard                     |
| 8      | Dommel, doe je het erom of wat?!?      | Le Lombard                     |
| 9      | De pij maakt de pater niet             | Le Lombard                     |
| 10     | Dommel en het pratende blik            | Le Lombard                     |
| 11     | Zonnig-zorgeloos                       | Uitgeverij Helmond, Le Lombard |
| 12     | Dommel bakt ze bruin                   | Le Lombard                     |
| 13     | Lobbes van me                          | Le Lombard                     |
| 14     | Wat een zootje                         | Le Lombard                     |
| 15     | Meen je dit nou?                       | Le Lombard                     |
| 16     | Daar komt de pedalosaurus              | Uitgeverij Helmond, Le Lombard |
| 17     | Je bent onweerstaanbaar                | Le Lombard                     |
| 18     | Veel liefs voor Dommel                 | Uitgeverij Helmond, Le Lombard |
| 19     | Dommel zet zijn beste pootje voor      | Le Lombard                     |
| 20     | Steeds met twee klontjes               | Le Lombard                     |
| 21     | De verdwaalde geest                    | Le Lombard                     |
| 22     | De avonturen van inspecteur Dommel     | Le Lombard                     |
| 23     | Opzitten en pootjes geven              | Le Lombard                     |
| 24     | Allemaal kouwe drukte                  | Le Lombard                     |
| 25     | Dommel, hond zonder zorgen             | Le Lombard                     |
| 26     | Dommel maakt een uitstapje             | Le Lombard                     |
| 27     | Een vriend voor het leven              | Le Lombard                     |
| 28     | Door dik en dun                        | Le Lombard                     |
| 29     | Helemaal het heertje                   | Le Lombard                     |
| 30     | Op de huid gezeten                     | Le Lombard                     |
| 31     | Dommel en de cumulus van Romulus       | Le Lombard                     |
| 32     | Hond van alledag                       | Le Lombard                     |
| 33     | Een gemengd boeket voor Dommel         | Le Lombard                     |
| 34     | Trouwe viervoeter                      | Le Lombard                     |
| 35     | De erfenis van de Pastaga              | Le Lombard                     |
| 36     | Dommel bijt nooit                      | Le Lombard                     |
| 37     | Wat je ver haalt is lekker             | Le Lombard                     |
| 38     | Dommel, je bent me er eentje!          | Le Lombard                     |
| 39     | Een hemel op aarde                     | Le Lombard                     |

#### De nieuwe avonturen van Dommel

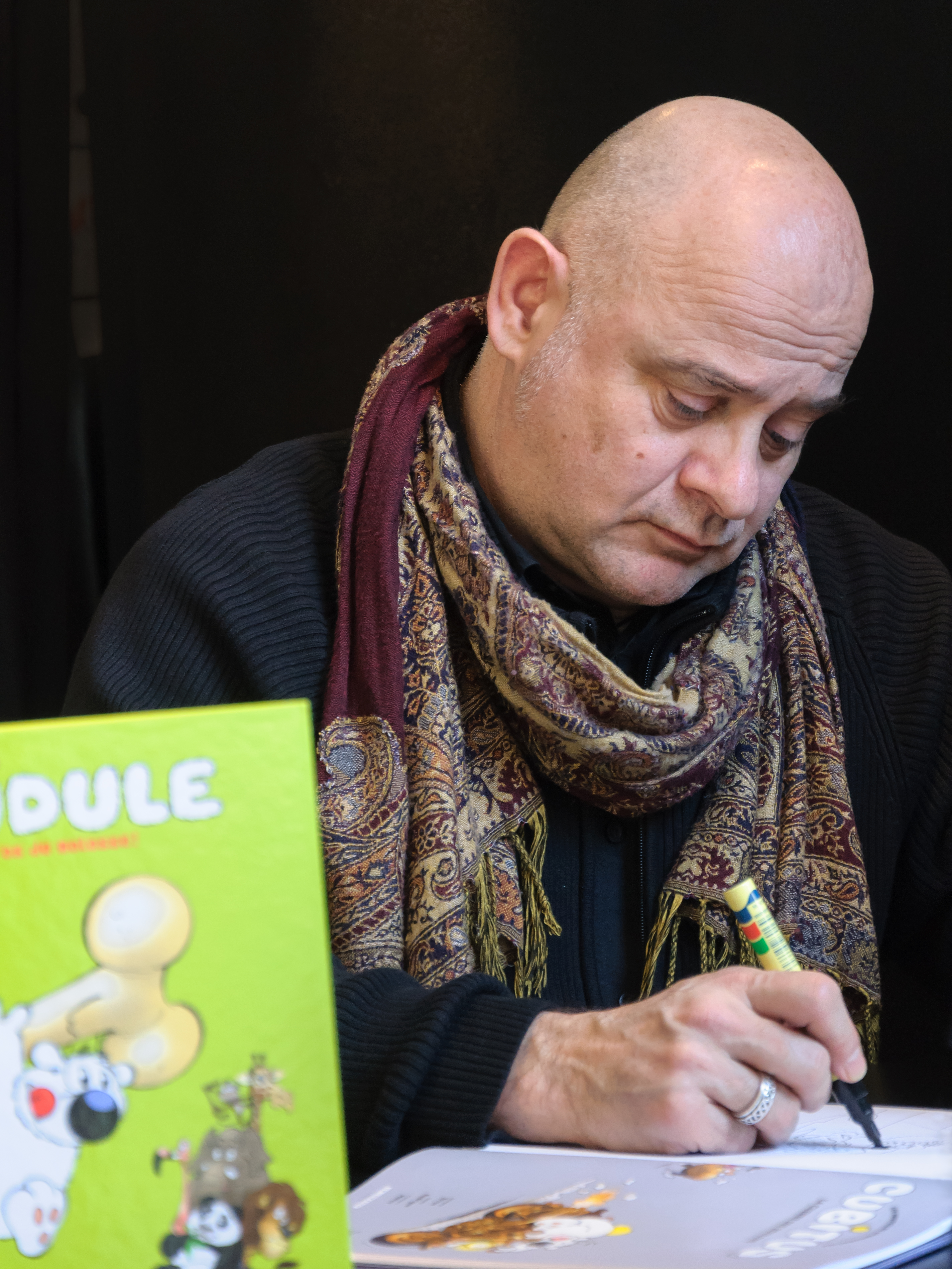
Michel Rodrigue signeert Dommel (2013)

Na Dupa's dood nam Michel Rodrigue de reeks over. Het eerste album verscheen zowel in het Frans als het Nederlands; vanaf album twee wordt geen Nederlandse vertaling meer gemaakt.
| Nummer | Titel                            | Auteurs                          |
| ------ | -------------------------------- | -------------------------------- |
| 1      | Gas op de plank                  | Pierre Aucaigne, Michel Rodrigue |
| 2      | Un chien peut en cacher un autre | Pierre Aucaigne, Michel Rodrigue |
| 3      | En haut de la vague !            | Pierre Aucaigne, Michel Rodrigue |
| 4      | Tous des héros !                 | Pierre Aucaigne, Michel Rodrigue |
| 5      | La Truffe dans le Guidon !       | Pierre Aucaigne, Michel Rodrigue |
| 6      | Mon chien à moi !                | Pierre Aucaigne, Michel Rodrigue |
| 7      | Le chat du radin                 | Erroc                            |
| 8      | La guerre des boulons            | Erroc                            |
| 9      | L'école des chiens               | Michel Rodrigue, Erroc, Marcy    |
| 10     | Cubitus a tout inventé!          | Michel Rodrigue, Erroc           |
| 11     | Super-héros!                     | Michel Rodrigue, Erroc           |
| 12     | Vu à la Télé!                    | Michel Rodrigue, Erroc           |
| 13     | À la poursuite du crayon fétiche | Michel Rodrigue, Erroc           |

#### Verzamelalbum
Na de dood van Dupa werd er een verzamelalbum gepubliceerd, Een hemel op aarde, met dan toe onbekende gags. De reeks lag hierna vier jaar stil. In 2005 verscheen ten slotte een nieuw album, Gas op de plank, tevens als onderdeel van een nieuwe reeks: De nieuwe avonturen van Dommel. De scenario's werden nu door de Franse komiek Pierre Aucaigne geschreven, Michel Rodrigue verzorgde de tekeningen. Sinds album zeven is Erroc de scenarioschrijver. Tot in 2018 verscheen er jaarlijks een nieuw album, waarvan alleen het eerste album in het Nederlands werd vertaald.

#### Spin-off:Dommeltje
In 2011 kreeg de hoofdreeks een spin-off: Dommeltje. Hierin staat Dommels neefje centraal, die ook al voorkwam in de laatste albums van de hoofdreeks. Ook deze reeks werd getekend door Rodrigue.

#### Buiten reeks
- Cubitus fait son cinéma (Pierre Aucaigne, Michel Rodrigue; niet in het Nederlands verschenen)

## Tekenfilmserie
De gelijknamige tekenfilmserie is bij de televisiezenders BRT, VARA en Kindernet te zien geweest in 1989 en in de jaren 90. De serie was vanaf mei 2011 ook weer te zien op Kindernet. Sinds 2015 is Dommel te zien op Pebble TV.

## Culturele uitingen
Sinds 2002 staat er in Limal  (een deelgemeente van Waver) een standbeeld van Dommel. In die plaats woonde Dupa meerdere jaren.
Ook wordt de figuur van Dommel vooral in België gebruikt voor de merchandise; zo duikt hij geregeld op als onderdeel van een promotiecampagne op voor koffiekoppen en dergelijke, vergelijkbaar met de Smurfen. Daar de reeks oorspronkelijk in het Frans was, is Dommel (onder de naam Cubitus) ook in Frankrijk bekend.